# Equidad migratoria
Equidad migratoria es un término que se define como el trato igualitario al derecho que tiene uno o todos los ciudadanos de un país a apoyar la migración de los miembros de su familia. También se aplica a la justa ejecución de las leyes y los derechos de los ciudadanos extranjeros, sin importar la nacionalidad o de dónde vienen. Los problemas de migración pueden referirse también al tema de derechos de la comunidad LGBT, pues las leyes migratorias de las parejas del mismo sexo varían según cada país.

## Migración de parejas del mismo sexo
Actualmente, por lo menos 25 países ofrecen equidad migratoria para sus ciudadanos. A partir de 1989, diversos países del mundo brindan la posibilidad de que las parejas extranjeras de sus ciudadanos inmigren.
Japón es el 24° país en ofrecer este derecho, después de Dinamarca (1989), Noruega (1993); Suecia (1994); Australia (1995); Islandia (1996); Bélgica (1997); Reino Unido (1997); Francia (1999); Nueva Zelanda (1999); Sudáfrica (1999); Israel (2000); Portugal (2001); Países Bajos (2001); Alemania (2001); Finlandia (2001); Suiza (2003); Brasil (2003); Canadá (2005); España (2005); República Checa (2007) y Colombia (2009)

### Alemania
Desde el 1 de agosto de 2001, Alemania permite registrar uniones de parejas del mismo sexo. El Acto de Unión de vida (en alemán: Eingetragene Lebensparterschaft) otorga a parejas binacionales un número de derechos que gozan sus contrapartes heterosexuales, incluyendo el de inmigración.

### Australia
En 1985 se le hicieron cambios al Acto Migratorio de 1958. Un visado de interdependencia (inglés: interdependency visa) se creó específicamente para las parejas homosexuales, permitiendo que los ciudadanos australianos y los residentes permanentes en Australia pudieran inmigrar a sus parejas. A diferencia de las parejas casadas, los parejas interdependientes deben de probar haber convivido en una relación por un mínimo de doce meses.

### Bélgica
El 30 de enero de 2003, Bélgica se convirtió en la segunda nación en el mundo en legalizar el matrimonio igualitario con ciertas restricciones. Originalmente, el gobierno belga solamente permitía matrimonios en donde una de las partes era ciudadano de un país en donde el matrimonio igualitario fuera permitido, otorgando este derecho únicamente a los ciudadanos holandeses (en donde se permite el matrimonio igualitario desde el 2001). Una nueva legislación en octubre del 2004 permitió que cualquier pareja homosexual pudiera casarse en Bélgica si por lo menos uno de los contrayentes haya vivido en el país por un mínimo de tres meses.

### Canadá
El Departamento de Ciudadanía y Migración de Canadá (CIC, en inglés Department of Citizenship and Immigration Canada) reconoce los matrimonios contraídos entre aplicantes extranjeros y un ciudadano o residente canadiense dentro del territorio canadiense.

### Dinamarca
Las uniones entre personas de mismo sexo en Dinamarca fueron creadas por una ley el 7 de junio de 1989, siendo ésta la primera en su tipo en todo el mundo, entrando en vigor el 1 de octubre del 1989. Las parejas binacionales deben de cumplir cierto número de requisitos dentro de los que se incluye, para el inmigrante: ser mayor de 24 años, tener afinidad por vivir en Dinamarca y vivir en el mismo domicilio que el ciudadano danés.

### España
El matrimonio igualitario fue legalizado en España en el 2005. Poco tiempo después de que la ley fuera aprobada, surgieron cuestiones sobre el estado legal de las parejas extranjeras de españoles después de que se le negará el matrimonio a una pareja conformada por un ciudadano español y un hindú residente de Cataluña por motivo de que en la India el matrimonio igualitario no está permitido. Sobre esta cuestión, el Ministerio de Justicia español determinó que la ley española permite que un español se case con un extranjero —o que dos extranjeros que residan legalmente en España se casen entre sí—, incluso cuando las leyes nacionales de esos extranjeros no reconozcan los matrimonios entre personas del mismo sexo.

### Estados Unidos
En Estados Unidos, las parejas extranjeras de ciudadanos americanos no pueden adquirir las responsabilidades y derechos como lo hacen sus contrapartes heterosexuales. El Acto de Unidad de Familias Americanas (en inglés: Uniting American Families Act) pretende terminar con esta discriminación y establecer una inmigración equitativa para la comunidad LGBT. A pesar de que cierto número de estados de la Unión Americana han reconocido tanto el matrimonio igualitario como las uniones civiles - New Hampshire siendo el último de estos - la equidad migratoria todavía esta en intensa lucha pues el Acto de Defensa al Matrimonio (en inglés: Defense of Marriage Act) prohíbe que el gobierno federal confiera este tipo de beneficios a las parejas del mismo sexo.